# Start kodon
Start kodon se generalno definiše kao tačka sekvence u kojoj ribozom počinje da translira sekvencu RNK u aminokiseline.
Kad se RNK transkript čita sa 5' nukleotida ka 3' nukleotidu ribozomom početni kodon (AUG) je prvi kodon na koji se tRNK vezana za Met, metionin, i ribozomalne podjedinice vezuju. AUG označava modifikovani Met (fMet) kod prokariota.
Princip poznat kao centralna dogma molekularne biologije opisuje proces translacije gena u protein. Specifične sekvence DNK deluju kao templet za sintezu iRNK u procesu "transkripcije" u jedru. iRNK prelazi iz nukleusa u citoplazmu i služi kao templet za sintezu proteina u procesu translacije.

## Spoljašnje veze
- Genetički kod